# Voleibol als Jocs Olímpics
El voleibol és un esport que forma part del programa oficials dels Jocs Olímpics d'Estiu des de l'edició de 1964 realitzada a Tòquio (Japó), tant en categoria masculina com en categoria femenina. Anteriorment s'havia disputat una prova de demostració en els Jocs Olímpics d'Estiu de 1924 disputats a París (França). A partir de 1996 s'introduí el voleibol platja en el programa oficial dels Jocs.
El gran dominador històric d'aquesta competició fou la Unió Soviètica, juntament amb Japó, Brasil, els Estats Units i Cuba.

## Resum de medalles

### Categoria masculina
| Edició               | Or             | Argent         | Bronze         |
| 1964 Tòquio          | Unió Soviètica | Txecoslovàquia | Japó           |
| 1968 Ciutat de Mèxic | Unió Soviètica | Japó           | Txecoslovàquia |
| 1972 Múnic           | Japó           | RDA            | Unió Soviètica |
| 1976 Mont-real       | Polònia        | Unió Soviètica | Cuba           |
| 1980 Moscou          | Unió Soviètica | Bulgària       | Romania        |
| 1984 Los Angeles     | Estats Units   | Brasil         | Itàlia         |
| 1988 Seül            | Estats Units   | Unió Soviètica | Argentina      |
| 1992 Barcelona       | Brasil         | Països Baixos  | Estats Units   |
| 1996 Atlanta         | Països Baixos  | Itàlia         | RF Iugoslàvia  |
| 2000 Sydney          | RF Iugoslàvia  | Rússia         | Itàlia         |
| 2004 Atenes          | Brasil         | Itàlia         | Rússia         |
| 2008 Pequín          | Estats Units   | Brasil         | Rússia         |
| 2012 Londres         | Rússia         | Brasil         | Itàlia         |
| 2016 Rio             | Brasil         | Itàlia         | Estats Units   |
| 2020 Tòquio          | França         | Rússia         | Argentina      |

### Categoria femenina
| Edició               | Or              | Argent          | Bronze          |
| 1964 Tòquio          | Japó            | Unió Soviètica  | Polònia         |
| 1968 Ciutat de Mèxic | Unió Soviètica  | Japó            | Polònia         |
| 1972 Múnic           | Unió Soviètica  | Japó            | Corea del Nord  |
| 1976 Mont-real       | Japó            | Unió Soviètica  | Corea del Sud   |
| 1980 Moscou          | Unió Soviètica  | RDA             | Bulgària        |
| 1984 Los Angeles     | R.P. de la Xina | Estats Units    | Japó            |
| 1988 Seül            | Unió Soviètica  | Perú            | R.P. de la Xina |
| 1992 Barcelona       | Cuba            | Equip Unificat  | Estats Units    |
| 1996 Atlanta         | Cuba            | R.P. de la Xina | Brasil          |
| 2000 Sydney          | Cuba            | Rússia          | Brasil          |
| 2004 Atenes          | R.P. de la Xina | Rússia          | Cuba            |
| 2008 Pequín          | Brasil          | Estats Units    | R.P. de la Xina |
| 2012 Londres         | Brasil          | Estats Units    | Japó            |
| 2016 Rio             | R.P. de la Xina | Sèrbia          | Estats Units    |
| 2020 Tòquio          | Estats Units    | Brasil          | Sèrbia          |

## Medaller

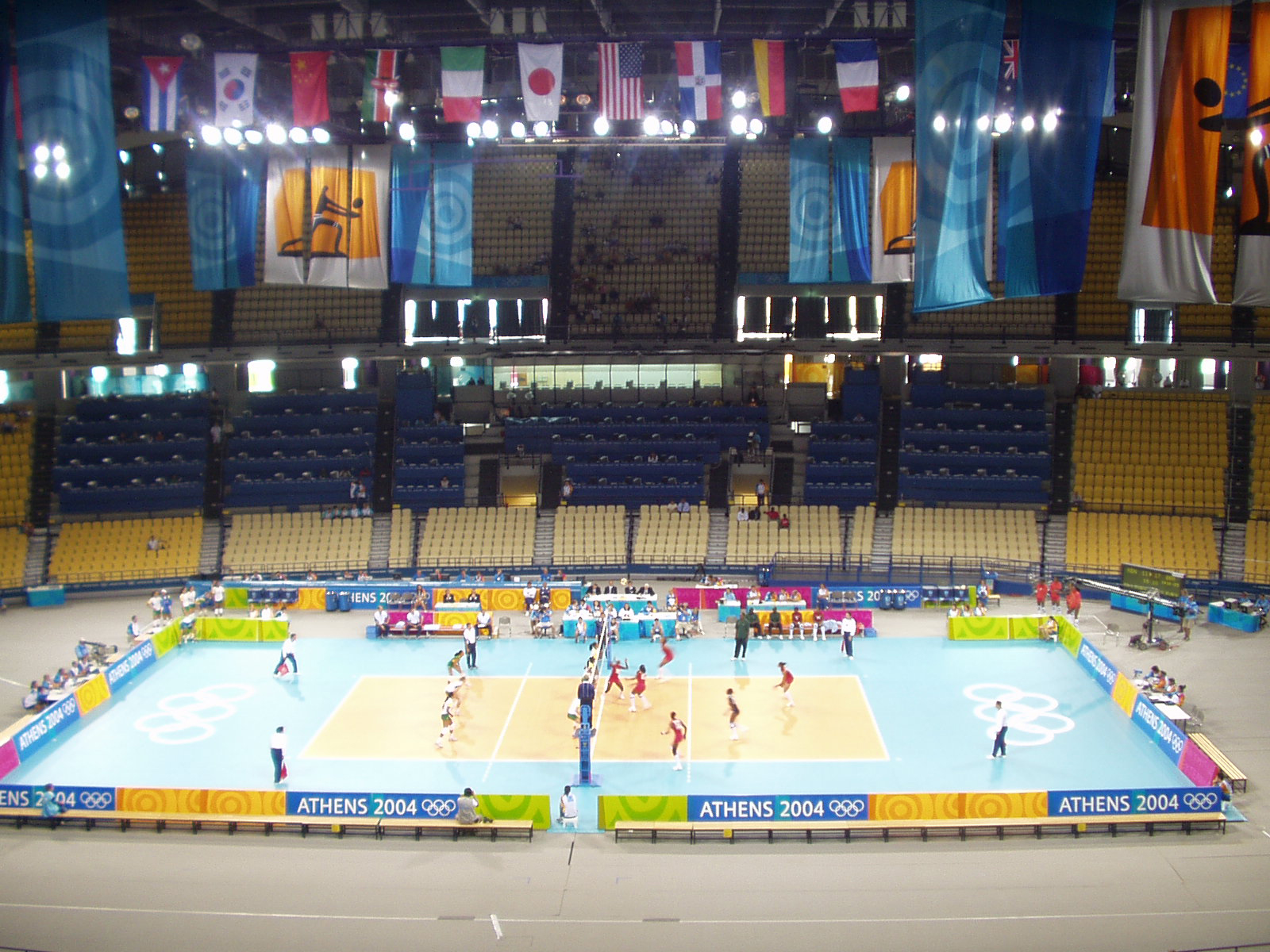
Imatge de la competició de voleibol femenina als Jocs Olímpics d'Estiu de 2004.

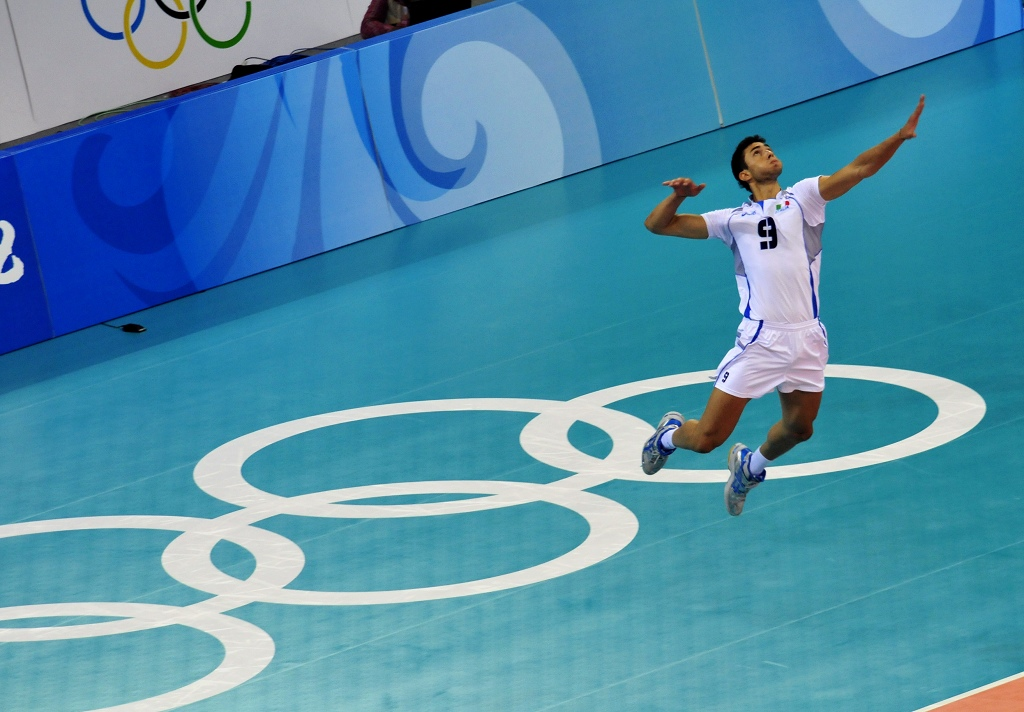
Imatge de la competició de voleibol masculina als Jocs Olímpics d'Estiu de 2008.

en cursiva: comitès nacionals desapareguts.
Actualització: Jocs Olímpics de Rio 2016.
| Posició | País            | Or | Plata | Bronze | Total |
| 1       | Unió Soviètica  | 7  | 4     | 1      | 12    |
| 2       | Brasil          | 5  | 3     | 2      | 10    |
| 3       | Estats Units    | 3  | 3     | 4      | 10    |
| 4       | Japó            | 3  | 3     | 3      | 9     |
| 5       | R.P. de la Xina | 3  | 1     | 2      | 6     |
| 6       | Cuba            | 3  | 0     | 2      | 5     |
| 7       | Rússia          | 1  | 3     | 2      | 6     |
| 8       | Països Baixos   | 1  | 1     | 0      | 2     |
| 9       | Polònia         | 1  | 0     | 2      | 3     |
| 10      | RF Iugoslàvia   | 1  | 0     | 1      | 2     |
| 11      | Itàlia          | 0  | 3     | 3      | 6     |
| 12      | RDA             | 0  | 2     | 0      | 2     |
| 13      | Bulgària        | 0  | 1     | 1      | 2     |
| 13      | Txecoslovàquia  | 0  | 1     | 1      | 2     |
| 15      | Equip Unificat  | 0  | 1     | 0      | 1     |
| 15      | Perú            | 0  | 1     | 0      | 1     |
| 15      | Sèrbia          | 0  | 1     | 0      | 1     |
| 18      | Argentina       | 0  | 0     | 1      | 1     |
| 18      | Corea del Nord  | 0  | 0     | 1      | 1     |
| 18      | Corea del Sud   | 0  | 0     | 1      | 1     |
| 18      | Romania         | 0  | 0     | 1      | 1     |
| Total   | Total           | 28 | 28    | 28     | 84    |

## Medallistes més guardonats

### Categoria masculina
| Nom                | CON            | Anys            | Or | Plata | Bronze | Total |
| Sérgio Santos      | Brasil         | 2004-2016       | 2  | 2     | 0      | 4     |
| Serguei Tetiukhin  | Rússia         | 1996-2012       | 1  | 1     | 2      | 4     |
| Samuele Papi       | Itàlia         | 1996-2012       | 0  | 2     | 2      | 4     |
| Steve Timmons      | Estats Units   | 1984-1992       | 2  | 0     | 1      | 3     |
| Iuri Poiàrkov      | Unió Soviètica | 1964-1972       | 2  | 0     | 1      | 3     |
| Viatxeslav Zàitsev | Unió Soviètica | 1976-1980, 1988 | 2  | 0     | 1      | 3     |
| Dante Amaral       | Brasil         | 2000-2012       | 1  | 2     | 0      | 3     |
| Giba               | Brasil         | 2000-2012       | 1  | 2     | 0      | 3     |
| Rodrigão           | Brasil         | 2004-2012       | 1  | 2     | 0      | 3     |
| Bruno Rezende      | Brasil         | 2008-2016       | 1  | 2     | 0      | 3     |

### Categoria femenina
| Nom                | CON            | Anys      | Or | Plata | Bronze | Total |
| Ana Fernández      | Cuba           | 1992-2004 | 3  | 0     | 1      | 4     |
| Inna Ryskal        | Unió Soviètica | 1964-1976 | 2  | 2     | 0      | 4     |
| Regla Torres       | Cuba           | 1992-2000 | 3  | 0     | 0      | 3     |
| Mireya Luis        | Cuba           | 1992-2000 | 3  | 0     | 0      | 3     |
| Regla Bell         | Cuba           | 1992-2000 | 3  | 0     | 0      | 3     |
| Marlenis Costa     | Cuba           | 1992-2000 | 3  | 0     | 0      | 3     |
| Liudmila Buldakova | Unió Soviètica | 1964-1972 | 2  | 1     | 0      | 3     |
| Nina Smoleieva     | Unió Soviètica | 1968-1976 | 2  | 1     | 0      | 3     |